# ㅣ
ㅣ là một nguyên âm của tiếng Triều Tiên. Unicode của ㅣ là U+3163. Khi chuyển tự Hangeul sang Romaja nó tương ứng với chữ "I".